# Lindenberger See
Der Lindenberger See ist ein sechs Hektar umfassender Natursee in Lindenberg, einem Ortsteil der brandenburgischen Gemeinde Tauche im Landkreis Oder-Spree.
Der langgestreckte Rinnensee ist Teil einer fünfteiligen Seenkette, die vom Blabbergraben verbunden und von Nord nach Süd in die Krumme Spree zwischen Kossenblatt und Werder entwässert wird. Von Norden gesehen bildet der Lindenberger See nach dem Herzberger See das zweite Glied dieser Kette. An der Südspitze des Sees befindet sich die ehemalige Grundmühle, eine der drei historischen Wassermühlen des Blabbergrabens.

## Geographie und Naturraum

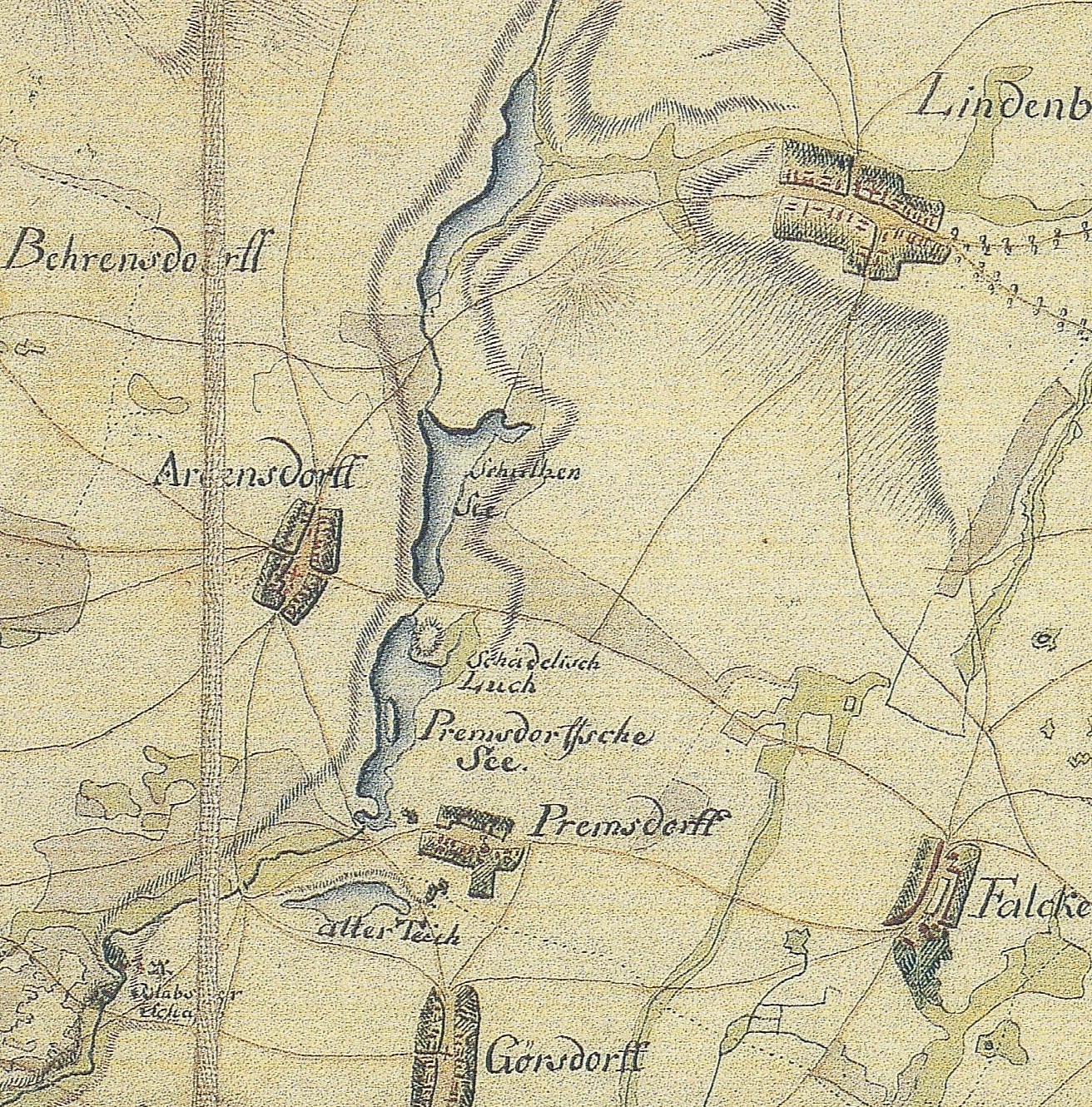
Teil des Blabbergrabens im Schmettauschen Kartenwerk von 1767/87. Von Nord nach Süd: Lindenberger See, Ahrensdorfer See (hier noch als Schultzen See bezeichnet), Premsdorfer See.

Der Lindenberger See liegt östlich der Südbucht des Scharmützelsees auf der Beeskower Platte, die als Nr. 824 in den Naturräumlichen Haupteinheiten Deutschlands in der Haupteinheitengruppe Nr. 82 Ostbrandenburgisches Heide- und Seengebiet geführt wird. Im Untergrund der Platte überwiegen Saaleeiszeitliche Grundmoränenflächen, die weitgehend von flachwelligen Endmoränenbildungen der letzten Eiszeit überlagert werden. Die glaziale Rinne des Blabbergrabens verläuft parallel zur westlichen Scharmützelsee-Glubigseen-Rinne, deren Schmelzwasser ursprünglich wie die der Blabbergrabenrinne nach Süden Richtung Baruther Urstromtal flossen, deren Abflussrichtung sich allerdings nacheiszeitlich nach Norden zum Berliner Urstromtal umgekehrt hat.
Der Lindenberger See liegt im Westen der Gemarkung des Dorfs Lindenberg. Der Dorfkern befindet sich rund 1,8 Kilometer nordöstlich. Sein Westufer bildet die Gemarkungsgrenze zu Glienicke, einem Ortsteil der Nachbargemeinde Rietz-Neuendorf. An der Südspitze des ansonsten siedlungsfreien und rundum bewaldeten Sees befindet sich das nach wie vor bewohnte Anwesen der ehemaligen Grundmühle (siehe unten). Neben der ehemaligen Wassermühle wird die Grabenniederung von der Landesstraße 42 passiert, die nach Süden nach Ahrensdorf und nach Nordosten nach Lindenberg führt. Südlich der Straße beginnt der Naturpark Dahme-Heideseen; der See liegt somit außerhalb, an der Grenze des Schutzgebiets. Rund 500 Meter nördlich des Sees überspannt das markante und denkmalgeschützte Lindenberger Viadukt der eingleisigen Nebenbahn Königs Wusterhausen–Grunow den Glienicker Grund, eine rund 100 Meter breite und 25 Meter tiefe Schlucht der Graben-Seen-Rinne.

## Gewässerprofil und Hydrologie
Bei einer maximalen Breite von rund 110 Metern zieht sich der schmale Lindenberger See über rund 790 Meter von Nord nach Südwest. Sein Umfang beträgt 1,816 Kilometer, die Fläche 6 Hektar.
Der Zu- und Abfluss erfolgt durch den Blabbergraben, der im mittleren Verlauf – insbesondere in den Sommermonaten – allerdings oft trocken liegt. Der Graben ist Teil des „Gewässerentwicklungskonzepts (GEK) Krumme Spree“ zur naturnahen Entwicklung von Fließgewässern im Rahmen der EU-Wasserrahmenrichtlinie (WRRL), das die Durchgängigkeit des teils verrohrten Bachs wiederherstellen will. Rund 25 Meter östlich der Blabbergrabenmüdung fließt dem See von Nordosten ein weiterer, rund 2,5 Kilometer langer Graben zu. Der namenlose Graben beginnt auf einer Höhe von rund 90 ü. NHN am Lindenberger Dorfkern.

## Flora und Fauna
Der Lindenberger See ist vollständig von Mischwald umgeben, in dem Kiefernforste dominieren. Er verfügt über naturnahe Uferbereiche und am West- und Nordufer über kleinere Röhrichtbestände. Seerosenteppiche nehmen Teile der Wasserfläche ein. Der See wird von Anglern und von der Berufsfischerei (Storkower Fischgenossenschaft eG) genutzt. Zum Fischbestand liegen keine Angaben vor. Soweit die Angaben für die beiden benachbarten Seen in der Grabenrinne übertragbar sind, dürften zu den Hauptfischarten Hechte, Barsche, Schleie, Karpfen und verschiedene weitere Weißfischarten zählen.

## Geschichte

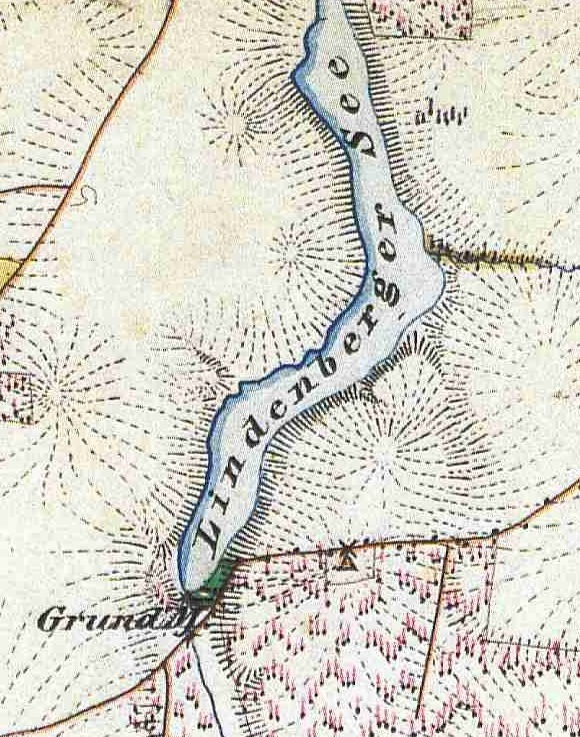
Lindenberger See mit Grundmühle in der Preußischen Uraufnahme von 1846

### Ersterwähnung
Unter dem Namen Lindenbergsee wurde das Gewässer erstmals 1745 in der General-Designation und Beschreibung aller in der Chur Mark und incorporierten Landen belegenen und oder dieselbe berührenden Gewäßer, als Flüße, Fließe, Lücher, Bachen, Canale, Graben, Seen, Pfühle, Teiche […] verzeichnet. Der Name wurde vom 1284 urkundlich ersterwähnten Dorf Lindenberg übertragen.

### Grundmühle

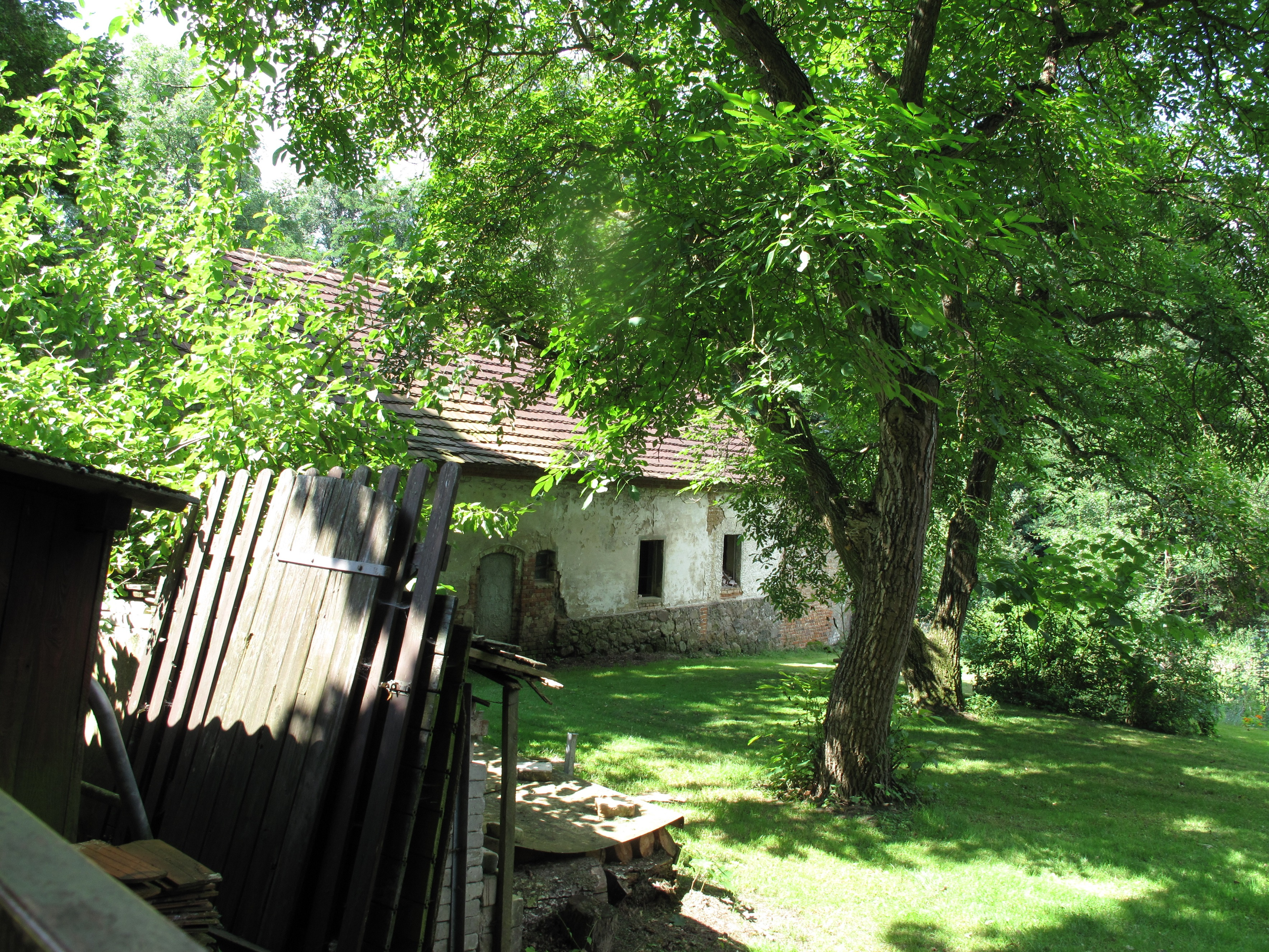
Areal der ehemaligen Grundmühle, Juli 2014

Bereits 1553 wurde eine namenlose Mühle am Lindenberger See verzeichnet, die 1603 als eingegangen und 1629 als abgerissen genannt ist. 1682 wurde die Mühle neu erbaut. 1745 ist sie mit einem Gang dokumentiert. 1801 erfolgte eine erste Bezeichnung als Lindenbergsche Mühle, 1820 dann als Grundmühle, unter der sie 1846 auch im Urmesstischblatt der Preußischen Kartenaufnahme aufgenommen wurde. 1818 hatte die Mühle sieben Einwohner und verfügte über zwei Feuerstellen, 1858 über ein Wohn- und ein Wirtschaftsgebäude bei acht Einwohnern. Für 1925 werden sieben Bewohner angegeben. 1927 wurde die Mühle abgebaut. 1931 und 1957 wurde das Mühlenetablissement unter dem Namen Grundmühle als Wohnplatz von Lindenberg geführt. Das Areal ist weiterhin bewohnt (Stand 2014).
Das Bestimmungswort Grund- im Namen bezieht sich auf den Grund als Boden-/Landschaftsgrund und meint eine in der Niederung gelegene Mühle, hier in der Niederung der Blabbergrabenrinne.